# Gerdiella
Gerdiella is een geslacht van weekdieren uit de klasse van de Gastropoda (slakken).

## Soorten
- Gerdiella alvesi Lima, Barros & Petit, 2007
- Gerdiella cingulata Olsson & Bayer, 1973
- Gerdiella corbicula (Dall, 1908)
- Gerdiella gerda Olsson & Bayer, 1973
- Gerdiella santa Olsson & Bayer, 1973